# Luís Teixeira de Sampaio
Luís Teixeira de Sampaio (Angra, 10 de janeiro de 1789 — Lisboa, 8 de abril de 1865), 1.º visconde do Cartaxo, major de milícias do termo de Lisboa, negociante de grosso trato, como os seus familiares, e contratador-geral do tabaco. Foi irmão do 1.º barão de Teixeira e 1.º conde da Póvoa, e pai do político Luís Teixeira de Sampaio Júnior.

## Biografia
Nasceu na cidade de Angra (actualmente Angra do Heroísmo), filho de Francisco José Teixeira de Sampaio, fidalgo da Casa Real, cavaleiro professo na Ordem de Cristo e negociante de grosso trato na ilha Terceira, e de sua segunda mulher D. Eulália Floriana de Melo Carvão. Nascido no seio de uma família em rápida ascensão económica e social, foi irmão de Henrique Teixeira de Sampaio,  1.º conde da Póvoa e 1.º barão de Teixeira, e de D. Francisca Rocha, viscondessa de Bastos, e tio de Cristina Helena Pita de Sampaio, viscondessa de Cartaxo. Foi pai de Luís Teixeira de Sampaio, um importante político, deputado às Cortes e governador civil do Distrito da Horta.
Foi fidalgo cavaleiro da Casa Real, acrescentado a moço fidalgo e major de milícias no termo de Lisboa.
O título de visconde, foi-lhe concedido por D. Pedro V, por decreto de 12 de junho de 1860, estendendo-se a mais uma vida por decreto de 21 de fevereiro de 1862.

## Relações familiares
Foi filho de Francisco José Teixeira de Sampaio (Tarouca, Gouviães 1738 – Angra do Heroísmo, 19 de janeiro de 1810) e de Eulália Floriana Gualberta Cabral de Melo Carvão (Angra do Heroísmo, 14 de fevereiro de 1753 – Angra, Sé, 29 de outubro de 1824. Casou em 4 de fevereiro de 1813 com Emília Ferreira de Campos, filha de João Ferreira de Campos (8 de setembro de 1772 –?) e de Victorine Le Couvreur (Lisboa, (10 de janeiro de 1775 –?), de quem teve:
1. Luís Teixeira de Sampaio (mesmo nome), (30 de janeiro de 1815 – 11 de maio de 1883) político que exerceu as funções de governador civil do distrito da Horta e depois de Bragança, casado com Adelaide das Mercês de Bettencourt Pita.
2. António Teixeira de Sampaio (6 de dezembro de 1816 –?).
3. Francisco Teixeira de Sampaio (12 de dezembro de 1817 –?)
4. Henrique Teixeira de Sampaio (18 de dezembro de 1818 –?) casou com Carolina Franco (c. 1815 –?).
5. Alexandre Teixeira de Sampaio (19 de junho de 1821 –?) casou com Carlota de Sá Viana (1820 –?).
6. Emília Teixeira de Sampaio (Lisboa, Mercês, 29 de julho de 1822 – Lisboa, Mercês – 12 de junho de 1885) casou em 17 de março de 1838 casou com Alfredo do Couto Garrido (Lisboa, 1810 – Lisboa, 15 de outubro de 1870).
7. Eduardo Teixeira de Sampaio (Lisboa, Sacramento, – 1906) casou em 28 de outubro de 1874 com Cristina Helena Pita de Sampaio, 2ª viscondessa do Cartaxo.
8. Maria Cristina Helena Teixeira de Sampaio (Lisboa, Sacramento 23 de janeiro de 1835 – Lisboa, Benfica 3 de setembro de 1871), casou com 17 de abril de 1854 com Francisco Jaime Quintela, 1º visconde da Charruada.
9. Augusto Teixeira de Sampaio (Lisboa, Sacramento, 5 de julho de 1836 – Lisboa, 30 de julho de 1889) casou com  Isabel Maria da Conceição Nunes (Lisboa, Santa Catarina, 11 de julho de 1839 – Lisboa, Mártires, 2 de fevereiro de 1924).
10. Frederico Teixeira de Sampaio (1836 –?).
11. Luísa Teixeira de Sampaio (16 de Junho de 1842 –?) casou com Osborne Jacques de Sampaio (1840 –?).

## referências
1. ↑  "Visconde de Cartaxo" na Enciclopédia Açoriana.
2. 1 2  «Cartaxo, visconde do».
3. ↑  Jorge Forjaz, Os Teixeira de Sampaio da Ilha Terceira, p. 111. CEGHHF-Universidade Moderna do Porto, Porto, 2001.
4. ↑  Cristina Helena Pita de Sampaio (Angra do Heroísmo, 2 de maio de 1840 — Lisboa, 30 de janeiro de 1907), filha do primogénito dos primeiros viscondes de Cartaxo, Luís Teixeira de Sampaio, do conselho de Sua Majestade Fidelíssima, deputado entre 1853 e 1869, governador civil de Angra do Heroísmo e comendador da Ordem de Nossa Senhora da Conceição de Vila Viçosa, e de sua mulher Adelaide de Bettencourt Pita. Casou a 28 de outubro de 1874 com o seu tio paterno Eduardo Teixeira de Sampaio (1833 — 1906).